# Mandinka

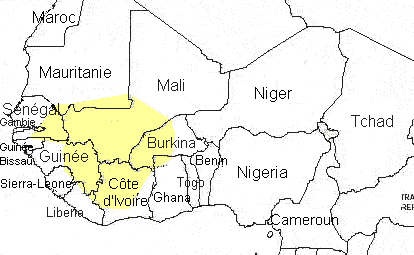

Mandinka, även Malinke, Maninka, Mandingo eller Manding är en folkgrupp och ett mandespråk med 1 346 000 talare (2006), varav 669 000 i Senegal (2006) och 510 000 i Gambia. Det talas även i Guinea-Bissau.
Nya testamentet har översatts till mandinka.